# Серпень 2002
Серпень 2002 — восьмий місяць 2002 року, що розпочався у четвер 1 серпня та закінчився у суботу 31 серпня.

## Події
- 14 серпня — президент Росії Володимир Путін оголосив, що Білорусь буде повністю інтегрована в Росію.
- 29 серпня — у Суперкубку УЄФА іспанський «Реал» переміг нідерландський «Феєнорд».